# Marty Feldman

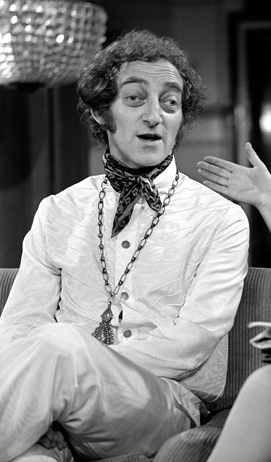
Marty Feldman (1969)

Martin Alan „Marty“ Feldman (* 8. Juli 1934 in London; † 2. Dezember 1982 in Mexiko-Stadt, Mexiko) war ein britischer Komiker, Autor, Schauspieler und Regisseur.

## Leben
Martin „Marty“ Feldmans Großvater Hyman Bondor war aus Russland nach England eingewandert und hatte den Familiennamen in Feldman geändert. Marty Feldman wurde als Sohn des jüdischen Schneiders Myer Feldman aus Islington und seiner Frau Cecilia „Cissie“ Feldman, geborene Crook, im Londoner University College Hospital geboren. Er verließ die Schule im Alter von 15 Jahren, um Jazztrompeter zu werden, entdeckte jedoch bald seine Leidenschaft für die Komödie.
Einen ersten Auftritt hatte Marty Feldman mit zwei Freunden in Morris, Marty und Mitch, einer durch die Marx Brothers beeinflussten Komödie. 1954 traf er mit Barry Took einen Gleichgesinnten, mit dem er Texte für Radioproduktionen, so z. B. Educating Archie, We’re in Business und The Army Game, verfasste. Die TV-Show Bootsie and Snudge, an der Feldman als Chefautor mitwirkte, wurde zur meistgesehenen im britischen Fernsehen.
Im Sommer 1961 wurde bei Feldman eine starke Hyperthyreose diagnostiziert, die sein Aussehen (mit Exophthalmus und Strabismus) bleibend verändern sollte und zu dem Erscheinungsbild führte, unter dem er noch heute in Erinnerung ist.
In den 1960er Jahren arbeitete er für mehrere Fernsehproduktionen der BBC und hatte besonders mit Round the Horne großen Erfolg. 1966 wurde Feldman Chefautor für die Fernsehserie The Frost Report, die die Zukunft der britischen Comedy nachhaltig beeinflussen sollte – zahlreiche bekannte Autoren und Schauspieler, wie Barry Cryer, Michael Palin, Terry Jones und John Cleese (die drei Letzteren sollten später zu den Gründern von Monty Python gehören) hatten hier ihr Debüt. Eine weitere bekannte Show unter Feldmans Mitarbeit war At Last the 1948 Show mit Tim Brooke-Taylor sowie den späteren Pythons John Cleese, Graham Chapman und Eric Idle (in kleineren Rollen). In At Last The 1948 Show trat er schließlich auch vor die Kamera; und der durch ihn verkörperte Charakter des „merkwürdigen kleinen Mannes“ war ein großer Erfolg und brachte ihm eine eigene Comedy-Sendung auf BBC 2 ein.
Ende der 1960er Jahre wechselte Feldman zum US-amerikanischen Fernsehen, in dem er in Sketchen der Dean Martin Show auftrat. Ab 1970 übernahm er deren komplette Sommervertretung (The Gold Diggers of London). Im selben Jahr bekam er eine eigene Show, die The Marty Feldman Comedy Machine.
Feldman spielte in erfolgreichen US-Filmproduktionen der 1970er Jahre, so in  Mel Brooks’ Film Frankenstein Junior als Igor, in Gene Wilders Sherlock Holmes’ cleverer Bruder und in Mel Brooks’ letzte Verrücktheit: Silent Movie. Danach begann er selbst Regie zu führen. Seine erste Regiearbeit war die Komödie Drei Fremdenlegionäre, in der er auch mitspielte. Außerdem entstand unter seiner Leitung Dreist und gottesfürchtig.
Im Kino wurde Feldman am häufigsten von Joachim Kemmer synchronisiert, während er in der deutschen Fassung der Marty Feldman Show von Dieter Hallervorden gesprochen wurde.
Während der Dreharbeiten zur Piraten-Persiflage Dotterbart starb Marty Feldman 48-jährig in einem Hotel in Mexiko-Stadt an Herzversagen. Die Ursache dafür blieb ungeklärt. Er wurde auf dem Forest Lawn – Hollywood Hills Cemetery in Los Angeles, Kalifornien, im Garden of Heritage beigesetzt.

## Filmografie
Als Schauspieler
- 1967: At Last the 1948 Show (Fernsehserie)
- 1968–69: Marty (Fernsehserie)
- 1969: Comedy Playhouse (Fernsehserie)
- 1969: Danach (The Bed-Sitting Room)
- 1969: The Wednesday Play (Fernsehserie)
- 1968–69: A Christmas Night with the Stars (Fernsehserie)
- 1970: Marty Amok (TV)
- 1970: Haferbrei macht sexy (Every Home Should Have One)
- 1970: Jumbo – Ein Elefantenleben (TV)
- 1971: Marty Abroad (TV)
- 1971: Die herrlichen sieben Todsünden (The Magnificent Seven Deadly Sins)
- 1972: The Marty Feldman Show (TV)
- 1971–72: The Marty Feldman Comedy Machine (Fernsehserie)
- 1972: Sommer-Sprossen (TV)
- 1972: The Sandy Duncan Show (Fernsehserie)
- 1972: The Man Who Came to Dinner (TV)
- 1972: Hallmark Hall of Fame (Fernsehserie)
- 1974: Marty Back Together Again (Fernsehserie)
- 1974: Frankenstein Junior (Young Frankenstein)
- 1975: Karen (Fernsehserie)
- 1975: Lights, Camera, Monty! (TV)
- 1975: Sherlock Holmes’ cleverer Bruder (The Adventure of Sherlock Holmes’ Smarter Brother)
- 1976: Müssen Männer schön sein? (40 gradi all’ombra del lenzuolo)
- 1976: Mel Brooks’ letzte Verrücktheit: Silent Movie (Silent Movie)
- 1977: Drei Fremdenlegionäre (The Last Remake of Beau Geste)
- 1980: Dreist und gottesfürchtig (In God We Tru$t)
- 1981: Fridays (Fernsehserie)
- 1981: Nachdenkliche Geschichten (Insight, Fernsehserie)
- 1982: Slapstick (Slapstick (Of Another Kind))
- 1983: Dotterbart (Yellowbeard)

Als Regisseur
- 1975: Robi Robi Robin Hood (When Things Were Rotten, Fernsehserie)
- 1977: Drei Fremdenlegionäre (The Last Remake of Beau Geste)
- 1980: Dreist und gottesfürchtig (In God We Tru$t)

Als Drehbuchautor
- 1957: The Army Game (Fernsehserie)
- 1958: Educating Archie (Fernsehserie)
- 1960: Bootsie and Snudge (Fernsehserie)
- 1961: Colonel Trumper’s Private War (Fernsehserie)
- 1963: Nicked at the Bottle
- 1964: Good Luck Sir, You’ve Got a Lucky Face
- 1964: Scott On… (Fernsehserie)
- 1965: The Walrus and the Carpenter (Fernsehserie)
- 1965: Barnaby Spoot and the Exploding Whoopee Cushion
- 1965: Memoirs of a Chaise Longue
- 1965: Here I Come Whoever I Am
- 1965: Barney Is My Darling (Fernsehserie)
- 1966: The Frost Report (Fernsehserie)
- 1966: Judgement Day for Elijah Jones
- 1967: At Last the 1948 Show (Fernsehserie)
- 1968: How to Irritate People (TV)
- 1968: Horne A’Plenty (Fernsehserie)
- 1968: According to Dora (Fernsehserie)
- 1968: The Harry Secombe Show (Fernsehserie)
- 1968: Broaden Your Mind (Fernsehserie)
- 1969: Marty (Fernsehserie)
- 1969: Tooth and Claw
- 1969: The Making of Peregrine
- 1963–69: Comedy Playhouse (Fernsehserie)
- 1970: Marty Amok (TV)
- 1970: Haferbrei macht sexy (Every Home Should Have One)
- 1971: Marty Abroad (TV)
- 1971: The Laughing Stock of Television (TV)
- 1971: The Marty Feldman Comedy Machine (Fernsehserie)
- 1971: Die herrlichen sieben Todsünden (The Magnificent Seven Deadly Sins)
- 1972: The Marty Feldman Show (TV)
- 1973: The Two Ronnies (Fernsehserie)
- 1974: Marty Back Together Again (Fernsehserie)
- 1976: Flannery and Quilt (TV)
- 1977: Drei Fremdenlegionäre (The Last Remake of Beau Geste)
- 1980: Dreist und gottesfürchtig (In God We Tru$t)
- 1982: Monty Python Live at the Hollywood Bowl
- 2001: Comedy Masterclass
- 2001: We Know Where You Live (TV)

## Auszeichnungen
- 1972: Rose von Montreux: Goldene Rose und Spezialpreis der Stadt Montreux für „The Best of the Comedy Machine“